# Rattus colletti
Rattus colletti is een rat die voorkomt in Australië. Daar leeft hij alleen in de kustvlakte van het uiterste noorden van het Noordelijk Territorium. Zijn habitat bestaat uit dicht grasland.
Deze rat heeft een harde, stekelige vacht en een lange bek. De rug is bruin, de buik grijsgeel, met een geleidelijke overgang via de gele flanken. De staart, die spaarzaam met donkere haren bedekt is, is donkergrijs tot zwart. De oren zijn kort en donkerbruin. De kop-romplengte bedraagt 120 tot 200 mm, de staartlengte 95 tot 150 mm, de achtervoetlenge 28 tot 33 mm, de oorlengte 17 tot 21 mm en het gewicht 60 tot 215 gram. Vrouwtjes hebben 2+2+2=12 mammae.
Deze soort is voornamelijk 's nachts actief; hij eet hoofdzakelijk zegge en gras. De rat paart van maart tot juli. Als zijn leefgebied in de vlakte tijdens het natte seizoen overstroomt vlucht het dier naar hogergelegen gebied. De rat gebruikt een hoge, fluitende alarmroep.